# Evania excavata
Evania excavata är en stekelart som beskrevs av Gyöö Viktor Szépligeti 1908. Evania excavata ingår i släktet Evania och familjen hungersteklar. Inga underarter finns listade i Catalogue of Life.